# Cheilopsis inca
Cheilopsis inca är en stekelart som beskrevs av Prinsloo 1983. Cheilopsis inca ingår i släktet Cheilopsis och familjen sköldlussteklar.
Artens utbredningsområde är Peru. Inga underarter finns listade i Catalogue of Life.